# Elecciones provinciales de Argentina de 1990
En 1990 se realizaron elecciones en las provincias Argentinas de Buenos Aires, Formosa y Tierra del Fuego.

## Cronograma
| Distrito         | Fecha                  | Consulta popular | Convencionales |
| ---------------- | ---------------------- | ---------------- | -------------- |
| Buenos Aires     | 5 de agosto de 1990    | Sí               | No elige       |
| Formosa          | 14 de octubre de 1990  | No elige         | 30             |
| Tierra del Fuego | 9 de diciembre de 1990 | No elige         | 19             |

## Buenos Aires
Consulta popular realizada el 5 de agosto para reformar o no la constitución provincial.
|  | 67,28 % |

|  | 32,72 % |

|  | 97,69 % |

|  | 1,98 % |

|  | 0,33 % |

|  | 76,64 % |

|  | 100 % |

## Formosa
Elección de 30 convencionales constituyentes realizada el 14 de octubre para reformar la constitución provincial.
|  | 80,78 % |

|  | 52,28 % |

|  | 12,34 % |

|  | 4,35 % |

|  | 2,54 % |

|  | 49,41 % |

|  | 34,87 % |

|  | 28,13 % |

|  | 22,46 % |

|  | 3,76 % |

|  | 2,74 % |

|  | 1,70 % |

|  | 1,38 % |

|  | 1,19 % |

|  | 0,77 % |

|  | 0,76 % |

|  | 53,76 % |

|  | 0,55 % |

|  | 46,24 % |

|  | 87,19 % |

|  | 11,31 % |

|  | 1,50 % |

## Tierra del Fuego
Elección de 19 convencionales constituyentes realizada el 9 de diciembre para redactar la primer constitución provincial.
| Partido               | Partido                      | Votos     | %         | Bancas | Electos |
| --------------------- | ---------------------------- | --------- | --------- | ------ | --- |
|                       | Movimiento Popular Fueguino  | 12.083    | 56,40     | 11/19  | Ver electod: - Elena Rubio de Mingorance - Miguel Angel Castro - José Arturo Estabillo - Hernán López Fontana - Demetrio Eduardo Martinelli - Néstor Nogar - Carlos Alberto Pastoriza - Carlos Alberto Pérez - Ruggero Preto - Rosa Delia Weiss Jurado - Diana Graciela Wilson |
|                       | Partido Justicialista        | 5.249     | 24,50     | 5/19   | Ver electod: - Luis Alberto Andrade - Mario Félix Ferreyra - Alejandro Federico Funes - César Marcos Mora - Alberto Carlos Revah |
|                       | Unión Cívica Radical         | 2.638     | 12,31     | 2/19   | - Pablo Daniel Blanco - Jorge Rabassa |
|                       | Partido Socialista Auténtico | 1.453     | 6,78      | 1/19   | - Luis Edelso Augsburger |
| Votos positivos       | Votos positivos              | 21.423    | 79,89     |        | |
| Votos en blanco/nulos | Votos en blanco/nulos        | 5.394     | 20,11     |        | |
| Participación         | Participación                | 26.817    | Sin datos |        | |
| Electores registrados | Electores registrados        | Sin datos | Sin datos |        | |
| Fuente:               |                              |           |           |        | |